# Битва на Каринском поле
Битва на Каринском поле (также битва под Александровской слободой) — эпизод борьбы против польско-литовской интервенции времён Лжедмитрия II и русско-польской войны 1609—1618 годов. В сражении, состоявшемся 18 (28) октября 1609 года у Александровской слободы, русское войско под командованием Михаила Васильевича Скопина-Шуйского победило войско литовского гетмана Яна Петра Сапеги.

## Предыстория
Битве на Каринском поле предшествовал сбор войска Скопиным-Шуйским на севере России и начало освободительного похода Скопина-Шуйского вместе со шведским отрядом Делагарди на помощь осаждённой тушинцами Москве. Одержав ряд побед, армия Скопина-Шуйского, двигаясь из Калязина, освободила Переяславль-Залесский, а 29 сентября (9 октября) почти без боя взяла стратегически важную Александровскую слободу. Оставленные гетманом Сапегой польские роты бежали к польско-литовскому войску, осаждавшему Троице-Сергиев монастырь. Заняв бывшую царскую резиденцию, Скопин-Шуйский начал непосредственно угрожать Сапеге.
Скопин-Шуйский превратил Александровскую слободу в свою временную опорную базу, дожидаясь подхода дополнительных войск: отряда Фёдора Шереметева из Астрахани и полков Ивана Куракина и Бориса Лыкова-Оболенского из Москвы. Предвидя возможное нападение Сапеги, Скопин-Шуйский в привычной для него манере распорядился строить полевые укрепления — рогатки, надолбы, засеки. Ещё до прибытия основных сил в Александровскую слободу, захвативший её передовой отряд Григория Валуева получил указание возводить здесь острог.
Из Александровской слободы конные отряды войска Скопина-Шуйского совершали неожиданные нападения на тушинцев. Так, 1 (11) октября русский отряд ходил под Дмитров, а 2 (12) октября русская конница появилась в 20 верстах от Троице-Сергиева монастыря, наведя тревогу на осадное войско Сапеги. 6 (16) октября осадное кольцо было на время разорвано и в осаждённую святыню в подкрепление защитникам смогли проникнуть 300 русских всадников во главе с Давыдом Жеребцовым.
Непрерывная активность и непредсказуемость армии Скопина-Шуйского, а также её постепенное усиление, поставили Сапегу в трудное положение. Ситуация вынуждала его нанести упреждающий удар по Скопину-Шуйскому в Александровской слободе, но в то же время разделить свои войска, оставив у монастыря значительные силы. К Сапеге присоединились гетман Роман Рожинский из Тушина с 2 тысячами гусар, а также полковник Стравинский из Суздаля. Общая численность польско-литовской конницы составила 10 тысяч человек, а вместе с пехотой армия составляла около 20 тысяч человек.

## Ход битвы
18 (28) октября интервенты под селом Каринским смяли передовые конные сотни Скопина-Шуйского и погнали их к Александровской слободе. Однако после этого польско-литовские войска натолкнулись на полевые укрепления и были вынуждены остановиться, попав под огонь русских стрельцов. Когда интервенты отступали, вслед за ними бросалась конница из дворян и детей боярских, которая вырубала припоздавших и, вновь увлекая за собой гусар, возвращалась за надолбы. Ожесточённые схватки продолжались под Александровой слободой весь день. Гетман Сапега так и не сумел организовать общий штурм русских укреплений и, понеся серьёзные потери, к вечеру отдал приказ своему воинству отступать под Троице-Сергиев монастырь. Рожинский вновь ушёл в Тушино.

## Последствия

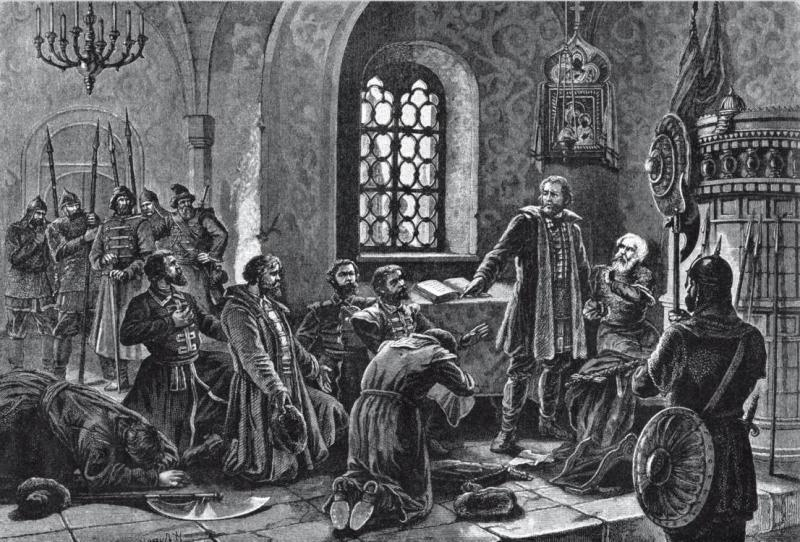
Князь Скопин-Шуйский разрывает грамоту послов Ляпунова о призвании на царство. Гравюра XIX века

Известие о победе русского войска под Александровской слободой вызвало ликование в блокированной Москве. Авторитет молодого полководца неизмеримо вырос, он стал главной надеждой терпящих голод и лишения горожан на спасение. На волне всеобщего воодушевления предводитель рязанского ополчения Прокопий Ляпунов прислал в Александровскую слободу послов с грамотой, в которой просил Скопина-Шуйского взойти на престол вместо непопулярного Василия Шуйского. Скопин-Шуйский разорвал грамоту, оставшись верным своему четвероюродному дяде. Тем не менее, этот эпизод не ускользнул от царя и его братьев, которые, по словам летописца начали «держать мнение» на Скопина-Шуйского, испытывать к нему зависть и подозрительность. В военном отношении победа на Каринском поле открыла для Скопина-Шуйского возможность наступать на Троице-Сергиеву лавру для её полной деблокады.

## Память
В августе 2003 года на Каринском поле был установлен памятный мемориальный знак. С этого времени здесь ежегодно в первые выходные августа проводится историко-патриотический фестиваль «Отчизны верные сыны». В программе фестиваля — выступления фольклорных коллективов, реконструкция сражений начала XVII века, показательные выступления ратников — «ближний бой».